# Ranunkelruta
Ranunkelruta (Leptopyrum fumarioides) är en ranunkelväxtart som först beskrevs av Carl von Linné, och fick sitt nu gällande namn av Heinrich Gottlieb Ludwig Reichenbach. Ranunkelruta ingår i släktet ranunkelrutor, och familjen ranunkelväxter. Inga underarter finns listade i Catalogue of Life.